# Ulica Międzyparkowa w Warszawie
Ulica Międzyparkowa – jedna z ulic warszawskiego Nowego Miasta, biegnąca od ul. Słomińskiego do ul. Bonifraterskiej.

## Historia
Ulica została wytyczona krótko przed rokiem 1926 na dawnych terenach pofortecznych; jej łukowy przebieg jest efektem omijania przez nią wałów lunety Aleksiej, zwanej już wówczas fortem Traugutta.
Po przeciwnej stronie ulicy oddano w roku 1928 dwa obiekty: część parku Romualda Traugutta oraz przyporządkowany numeracji ulicy Konwiktorskiej Stadion Polonii Warszawa, ogrodzony wtedy od ulicy płotem z drewna, zastąpionym potem litym murem.
Przed wojną ulica Międzyparkowa była wybrukowana kamieniem polnym i oświetlona rzadko rozmieszczonymi latarniami gazowymi.
W roku 1939 spłonęły drewniane zabudowania Polonii Warszawa położone u zbiegu z ulicą Bonifraterską; tereny sportowe i forteczne zryły eksplozje zrzucanych bomb.
21 lipca 1959 oddano do użytku linię tramwajową przebiegającą wzdłuż ulicy, stanowiącą łącznik pomiędzy linią przebiegającą ulicą Marcelego Nowotki a oddaną do użytku tego samego dnia linią przebiegającą wzdłuż ulicy Mariana Buczka do mostu Gdańskiego. Po przeprowadzeniu linii tramwajowej ulicę Międzyparkową poszerzono po północnej jej stronie, kosztem obwałowań fortu Traugutta, dookoła którego utworzono tereny rekreacyjne zwane parkiem im. Janusza Kusocińskiego.

## Ważniejsze obiekty
- Fort Traugutta Cytadeli Warszawskiej
- Park Romualda Traugutta
- Stadion Polonii Warszawa
- Pomnik granic getta (u zbiegu z ul.Bonifraterską)